# Walter Frosch
Walter Frosch (Ludwigshafen am Rhein, 19 de diciembre de 1950 - Hamburgo, 23 de noviembre de 2013) fue un jugador de fútbol profesional alemán que jugaba en la demarcación de defensa.

## Biografía
Walter Frosch debutó como futbolista profesional en 1969 con el Arminia Ludwigshafen a los 19 años de edad. Tras una temporada en el club fichó por el SV Alsenborn, con quien ganó la Regionalliga Südwest en 1970. Jugó durante cuatro años en el club, y finalmente en 1974 fue traspasado al 1. FC Kaiserslautern, donde jugó las dos temporadas siguientes. Posteriormente fichó por el FC St. Pauli, con el cual logró el ascenso a la Bundesliga en su primera temporada, pero al año siguiente una lesión le apartó durante un gran periodo de los terrenos de juego. Tras jugar durante seis años en el club, y haber marcado 22 goles en 170 partidos, además de ganar la 2. Bundesliga en 1977 y la Oberliga Nord en 1981, se fue traspasado al Altonaer FC von 1893, club en el que se retiró como futbolista profesional en 1985 a los 35 años de edad.
En el FC St. Pauli tiene el récord de tarjetas amarillas en una sola temporada el año de su debut tras obtener dieciocho de ellas. En el 2010, con motivo del centenario del FC St. Pauli, fue elegido por la afición para formar parte del once ideal del siglo. Después de ser operado en 5 ocasiones para tratar de estirparle un cáncer, Walter Frosch falleció el 23 de noviembre de 2013 en Hamburgo a los 62 años de edad tras sufrir un ataque al corazón.

## Clubes
| Club                 | País                | Año         | Partidos | Goles |
| -------------------- | ------------------- | ----------- | -------- | ----- |
| Arminia Ludwigshafen | Alemania Occidental | 1969 - 1970 | ¿?       | ¿?    |
| SV Alsenborn         | Alemania Occidental | 1970 - 1974 | 87       | 9     |
| 1. FC Kaiserslautern | Alemania Occidental | 1974 - 1976 | 48       | 4     |
| FC St. Pauli         | Alemania Occidental | 1976 - 1982 | 170      | 22    |
| Altonaer FC von 1893 | Alemania Occidental | 1982 - 1985 | 32       | 2     |

## Palmarés
SV Alsenborn
- Regionalliga Südwest: 1970

FC St. Pauli
- 2. Bundesliga: 1977
- Oberliga Nord: 1981